# Stenocarpus umbelliferus
Stenocarpus umbelliferus är en tvåhjärtbladig växtart som först beskrevs av J. R. & G. Forst., och fick sitt nu gällande namn av George Claridge Druce. Stenocarpus umbelliferus ingår i släktet Stenocarpus och familjen Proteaceae. Utöver nominatformen finns också underarten S. u. billardieri.